# Орлецовка
Орлецовка — река в России, протекает в Нагорском районе Кировской области. Устье реки находится в 128 км по правому берегу реки Кобра. Длина реки составляет 10 км.
Исток реки на Северных Увалах в лесах в 15 км к северо-востоку от посёлка Кобра (центр Кобринского сельского поселения). Река течёт на восток, затем на юго-восток. Впадает в Кобру в 8 км к северо-востоку от посёлка Орлецы (Кобринское сельское поселение).

## Данные водного реестра
По данным государственного водного реестра России относится к Камскому бассейновому округу, водохозяйственный участок реки — Вятка от истока до города Киров, без реки Чепца, речной подбассейн реки — Вятка. Речной бассейн реки — Кама.
По данным геоинформационной системы водохозяйственного районирования территории РФ, подготовленной Федеральным агентством водных ресурсов:
- Код водного объекта в государственном водном реестре — 10010300212111100030955
- Код по гидрологической изученности (ГИ) — 111103095
- Код бассейна — 10.01.03.002
- Номер тома по ГИ — 11
- Выпуск по ГИ — 1